# Slovenija na Svetovnem prvenstvu v hokeju na ledu 2001
Slovenija je na Svetovnem prvenstvu v hokeju na ledu 2001 B, ki je potekalo med 15. in 21. aprilom 2001 v Ljubljani, s štirimi zmagami in remijem osvojila prvo mesto ter se prvič uvrstila v elitno skupino svetovnega hokeja za Svetovno prvenstvo 2002.

## Postava
- Selektor: Matjaž Sekelj
- Pomočnika selektorja: Darko Prusnik, Andrej Vidmar

| Pol. | Št. | Igralec           | Starost (rojstni dan)       | Klub                     |
| ---- | --- | ----------------- | --------------------------- | ------------------------ |
| GK   | 28  | Klemen Mohorič    | 25 let (25. maj 1975)       | HDD Olimpija             |
| GK   | 30  | Gaber Glavič      | 23 let (11. marec 1978)     | HK Acroni Jesenice       |
| GK   | 20  | Stanley Reddick   | 31 let (12. junij 1969)     | Wichita Thunder          |
| D    | 2   | Bojan Zajc        | 35 let (7. november 1965)   | HDD Olimpija             |
| D    | 3   | Robert Ciglenečki | 26 let (14. julij 1974)     | HDD Olimpija             |
| D    | 4   | Andrej Brodnik    | 30 let (4. maj 1970)        | HDD Olimpija             |
| D    | 5   | Davor Durakovič   | 19 let (31. julij 1981)     | Flin Flon Bombers        |
| D    | 6   | Borut Vukčevič    | 28 let (19. januar 1973)    | HK Acroni Jesenice       |
| D    | 21  | Valerij Šahraj    | 35 let (20. maj 1965)       | HDD Olimpija             |
| D    | 23  | Igor Beribak      | 35 let (18. maj 1965)       | HDD Olimpija             |
| D    | 27  | Miha Rebolj       | 23 let (22. avgust 1977)    | HC Karlovy Vary          |
| F    | 11  | Matevž Cerar      | 26 let (24. september 1974) | HK Slavija               |
| F    | 13  | Ivo Jan           | 26 let (3. april 1975)      | HK Acroni Jesenice       |
| F    | 14  | Dejan Kontrec     | 31 let (23. januar 1970)    | HDD Olimpija             |
| F    | 15  | Peter Rožič       | 27 let (17. februar 1974)   | HDD Olimpija             |
| F    | 16  | Marcel Rodman     | 19 let (25. september 1981) | Peterborough Petes       |
| F    | 17  | Nik Zupančič      | 32 let (3. oktober 1968)    | Timrå IK                 |
| F    | 18  | Gregor Polončič   | 16 let (5. februar 1985)    | HDD Olimpija             |
| F    | 19  | Gregor Krajnc     | 25 let (27. januar 1976)    | University of Miami-Ohio |
| F    | 22  | Grega Por         | 23 let (3. oktober 1977)    | HK Acroni Jesenice       |
| F    | 24  | Tomaž Vnuk        | 31 let (11. april 1970)     | HDD Olimpija             |
| F    | 25  | Blaž Emeršič      | 20 let (10. oktober 1980)   | HDD Olimpija             |
| F    | 26  | Toni Tišlar       | 33 let (9. maj 1967)        | HK Acroni Jesenice       |

## Tekme
| 15. april 2001 | Hrvaška | 1–15 | Slovenija | Hala Tivoli, Ljubljana |

| Poročilo tekme | Poročilo tekme | Poročilo tekme  | Poročilo tekme | Poročilo tekme |
| -------------- | -------------- | --------------- | --- | -------------- |
| Začetek: 18:00 | Mladenović 51  | (0:8, 0:2, 1:5) | 05 Polončič 05 Jan 07 Por 07 Tišlar 07 Jan 16 Jan 17 Beribak 19 Kranjc 36 Emeršič 39 Vnuk 43 Rodman 45 Zupančič 48 Jan 58 Jan 58 Kranjc | Gledalci: 5200 |

| 17. april 2001 | Slovenija | 7–1 | Kitajska | Hala Tivoli, Ljubljana |

| Poročilo tekme | Poročilo tekme                                                    | Poročilo tekme  | Poročilo tekme | Poročilo tekme |
| -------------- | ----------------------------------------------------------------- | --------------- | -------------- | -------------- |
| Začetek: 18:00 | Tišlar 12 Jan 25 Rodman 26 Rebolj 27 Jan 33 Zupančič 53 Kranjc 53 | (1:0, 4:0, 2:1) | 41 Pan         | Gledalci: 3522 |

| 18. april 2001 | Slovenija | 3–3 | Združeno kraljestvo | Hala Tivoli, Ljubljana |

| Poročilo tekme | Poročilo tekme               | Poročilo tekme  | Poročilo tekme              | Poročilo tekme |
| -------------- | ---------------------------- | --------------- | --------------------------- | -------------- |
| Začetek: 18:00 | Jan 04 Rebolj 08 Zupančič 46 | (2:0, 0:2, 1:1) | 26 Wilson 29 Adey 43 Wilson | Gledalci: 4250 |

| 20. april 2001 | Kazahstan | 1–3 | Slovenija | Hala Tivoli, Ljubljana |

| Poročilo tekme | Poročilo tekme | Poročilo tekme  | Poročilo tekme                  | Poročilo tekme |
| -------------- | -------------- | --------------- | ------------------------------- | -------------- |
| Začetek: 18:00 | Rifel 36       | (0:0, 1:2, 0:1) | 32 Rebolj 35 Rebolj 60 Zupančič | Gledalci: 4523 |

| 21. april 2001 | Estonija | 0–16 | Slovenija | Hala Tivoli, Ljubljana |

| Poročilo tekme | Poročilo tekme | Poročilo tekme  | Poročilo tekme | Poročilo tekme |
| -------------- | -------------- | --------------- | --- | -------------- |
| Začetek: 18:00 |                | (0:2, 0:8, 0:6) | 17 Ciglenečki 18 Kontrec 24 Šahraj 26 Vnuk 31 Jan 32 Jan 33 Jan 37 Jan 38 Kontrec 40 Kranjc 43 Zupančič 45 Kontrec 46 Jan 49 Vnuk 51 Brodnik 56 Jan | Gledalci: 4586 |

## Statistika

### Vratarji
| #  | Vratar          | OT | OTI | OMIN | PG | PGT  | OUS   | KM |
| -- | --------------- | -- | --- | ---- | -- | ---- | ----- | -- |
| 28 | Klemen Mohorič  | 0  | 0   | 0    | 0  | -    | -     | 0  |
| 30 | Gaber Glavič    | 5  | 3   | 180  | 2  | 0,67 | 95,12 | 0  |
| 31 | Stanley Reddick | 5  | 2   | 120  | 4  | 2,00 | 88,57 | 0  |

### Drsalci
| #  | Hokejist          | OT | DG | DP | TOČ | KM | +/- | ZG | GIV | GIM | SNG |
| -- | ----------------- | -- | -- | -- | --- | -- | --- | -- | --- | --- | --- |
| 2  | Bojan Zajc        | 5  | 0  | 4  | 4   | 6  | +9  | 0  | 0   | 0   | 7   |
| 3  | Robert Ciglenečki | 5  | 1  | 1  | 2   | 2  | +7  | 1  | 0   | 0   | 10  |
| 4  | Andrej Brodnik    | 5  | 1  | 4  | 5   | 4  | +10 | 0  | 0   | 0   | 13  |
| 5  | Davor Durakovič   | 0  | 0  | 0  | 0   | 0  | 0   | 0  | 0   | 0   | 0   |
| 6  | Borut Vukčevič    | 5  | 0  | 0  | 0   | 0  | +3  | 0  | 0   | 0   | 3   |
| 11 | Matevž Cerar      | 5  | 0  | 1  | 1   | 8  | +2  | 0  | 0   | 0   | 6   |
| 13 | Ivo Jan           | 5  | 15 | 3  | 18  | 0  | +14 | 2  | 6   | 1   | 39  |
| 14 | Dejan Kontrec     | 5  | 3  | 11 | 14  | 0  | +14 | 0  | 0   | 1   | 13  |
| 15 | Peter Rožič       | 5  | 0  | 2  | 2   | 0  | +5  | 0  | 0   | 0   | 4   |
| 16 | Marcel Rodman     | 5  | 2  | 3  | 5   | 2  | +7  | 0  | 0   | 0   | 7   |
| 17 | Nik Zupančič      | 5  | 5  | 11 | 16  | 0  | +16 | 0  | 1   | 0   | 33  |
| 18 | Gregor Polončič   | 5  | 1  | 3  | 4   | 4  | 0   | 0  | 1   | 0   | 13  |
| 19 | Gregor Krajnc     | 5  | 4  | 2  | 6   | 2  | +7  | 0  | 0   | 1   | 12  |
| 21 | Valerij Šahraj    | 5  | 1  | 5  | 6   | 4  | +8  | 0  | 1   | 0   | 6   |
| 22 | Grega Por         | 5  | 1  | 1  | 2   | 4  | +4  | 0  | 0   | 0   | 11  |
| 23 | Igor Beribak      | 5  | 1  | 2  | 3   | 4  | +5  | 0  | 0   | 0   | 18  |
| 24 | Tomaž Vnuk        | 5  | 2  | 6  | 8   | 0  | +4  | 0  | 1   | 0   | 28  |
| 25 | Blaž Emeršič      | 5  | 1  | 1  | 2   | 0  | +5  | 0  | 0   | 0   | 13  |
| 26 | Toni Tišlar       | 5  | 2  | 1  | 3   | 0  | 0   | 0  | 1   | 0   | 9   |
| 27 | Miha Rebolj       | 5  | 4  | 3  | 7   | 2  | +12 | 1  | 1   | 0   | 23  |

### Reprezentanca
- Uspešnost vratarjev: 6 golov iz 67-ih strelov, 91,04 % oz. 1,20 gola na tekmo
- Izkoristek v igri z igralcem več: 33,33 %, 12 doseženih golov v 53:27 min
- Izkoristek v igri z igralcem manj: 95,00 %, 1 prejet gol v 30:41 min
- Doseženi goli z igralcem manj na ledu: 3
- Učinkovitost v napadu: 44 golov iz 268 strelov oz. 16,42 %
- Kazenske minute: 44 (22 malih kazni) oz. 8,8 na tekmo